# Новый Берикуль
Новый Берикуль — посёлок в Тисульском районе Кемеровской области России. Входит в Берикульское сельское поселение.

## Географическое положение
Стоит на ручьях Мокрый Берикуль и Николаевский.

### Внутреннее деление
Состоит из 9 улиц:
- 5 декабря
- Заводская
- Комсомольская
- Набережная
- Октябрьская
- Островского
- Первомайская
- Советская
- Шахтовая

## Экономика
В 1934 году в посёлке был построен завод по обработке руды золота, добывавшегося в окрестностях посёлка.
Золотой отвал был закрыт в 1999 году, после этого половина населения уехала из-за нехватки работы. В настоящее время жители Нового и Старого Берикуля живут за счёт скотоводства, различных лесных промыслов, рыболовства.

## Население
| 1970 | 1979 | 1989 | 2002 | 2010 | 2021 |
| ---- | ---- | ---- | ---- | ---- | ---- |
| 1134 | ↘806 | ↘669 | ↘396 | ↘227 | ↘82  |

Согласно всероссийской переписи населения 2010 года в посёлке проживали 227 человек. 